# Trolejbusy w Zugdidi
Trolejbusy w Zugdidi − zlikwidowany system komunikacji trolejbusowej w Zugdidi w Gruzji.
Trolejbusy w Zugdidi uruchomiono 25 lutego 1986.  Wówczas w mieście była jedna linia trolejbusowa. Dwa lata później uruchomiono drugą linię. W 1991 sieć osiągnęła maksymalną długość 22,5 km 16 trolejbusów obsługiwało 2 linie. W latach 1991–1994 wstrzymano ruch trolejbusów z powodu wojny. W 2003 działała jedna linia o długości 5,5 km obsługiwana przez 8 trolejbusów. Linie tą zamknięto w czerwcu 2009. Trolejbusy w Zugdidi były najmłodszą siecią w Gruzji.

## Tabor
W Zugdidi eksploatowanych były trolejbusy ZiU-682 kilku odmian oraz jeden trolejbus Škoda 14Tr:
- ZiU-682 15 sztuk
- Škoda 14Tr 1 sztuka